# Oxysychus ferus
Oxysychus ferus är en stekelart som först beskrevs av Girault 1927.  Oxysychus ferus ingår i släktet Oxysychus och familjen puppglanssteklar. Inga underarter finns listade i Catalogue of Life.